# Thomas de Berkeley (1er baron Berkeley)
Pour les articles homonymes, voir Thomas de Berkeley et Berkeley.
Thomas de Berkeley (vers 1245 – 23 juillet 1321), 6e baron féodal de Berkeley, puis 1er baron Berkeley, dit le Sage, est un important noble et militaire anglais. 

## Biographie
Thomas de Berkeley est issu de la famille de Berkeley, qui est l'une des plus influentes du Gloucestershire et des Marches galloises au milieu du XIIIe siècle. Elle descend de Robert Fitzharding, un marchand de Bristol qui a été au service du roi d'Angleterre Henri II au milieu du XIIe siècle et qui a réussi à constituer une baronnie. Non loin de l'embouchure de la Severn, les successeurs de Robert ont fait construire un puissant château à Berkeley. Né vers 1245, Thomas est le fils de Maurice de Berkeley, 5e baron féodal de Berkeley, et de son épouse Isabelle FitzRoy, fille de Richard FitzRoy, un fils illégitime du roi Jean sans Terre. Avant 1265, sa mère Isabelle hérite des quelques biens de son grand-père Richard, situés dans le Kent et qui demeureront entre les mains des Berkeley par la suite.
Thomas fait ses premières armes le 4 août 1265 en participant du côté royaliste à la bataille d'Evesham, lors de la seconde guerre des Barons. Après la mort de son père le 4 avril 1281, il hérite de ses possessions et est convoqué pour la première fois sous son titre de baron au Parlement le 28 juin 1283. En juin 1292, il est chargé par le roi Édouard Ier d'examiner les revendications des prétendants au trône lors de la crise de succession écossaise. Le 24 juin 1295, il est formellement convoqué au Parlement sous le titre de baron Berkeley. Au cours de la guerre de Guyenne livrée contre la France, il fournit des fantassins et est missionné en janvier 1296 avec son ami Guillaume de Valence, 1er comte de Pembroke, dans une ambassade auprès du roi Philippe IV le Bel.
En 1297, Thomas de Berkeley accepte de servir militairement Aymar de Valence, 2e comte de Pembroke, en échange d'un solde. Il l'accompagne ainsi en Flandre et en Écosse. Lors de la campagne de Flandre, il détient brièvement l'office de Lord-grand-connétable pendant la querelle entre Édouard Ier et Humphrey de Bohun, 3e comte de Hereford. Thomas participe ensuite aux guerres d'Écosse : il est présent à la bataille de Falkirk le 22 juillet 1298 et au siège du château de Caerlaverock en juillet 1300. Il figure aussi dans une délégation envoyée au pape Clément V en juillet 1307. Le 24 juin 1314, Thomas est capturé lors de la bataille de Bannockburn avec ses petits-fils Thomas et Maurice et n'est libéré qu'après le paiement d'une rançon importante par son fils Maurice.
Même si Thomas de Berkeley atteste un document signé par Aymar de Valence en janvier 1316 et le soutient lors du siège de Bristol en juillet suivant, les relations entre les deux hommes se refroidissent deux ans plus tard. Ainsi, deux des fils de Thomas de Berkeley, Maurice et Thomas, effectuent le 31 juillet 1318 une attaque sur la forêt de Painswick, qui constitue l'une des propriétés personnelles du comte de Pembroke dans le Gloucestershire. 200 cerfs sont tués à cette occasion et de nombreux ravages sont commis. Furieux, le comte de Pembroke réclame justice au roi Édouard II, qui désigne dès le 8 août une commission de quatre juges royaux, chargée d'enquêter sur l'affaire. Mais le 30 décembre suivant, il se plaint auprès du chancelier royal John Hotham qu'aucun progrès n'a été encore fait dans l'enquête royale. 
Finalement, le 11 janvier 1319, Aymar de Valence est assuré par Maurice de Berkeley de recevoir une indemnisation de ses biens de la part des responsables du raid. Trois jours plus tard, une nouvelle commission royale est nommée afin de conclure l'affaire, mais cette dernière mène cette fois-ci une investigation bien plus efficace. En effet, elle identifie rapidement 22 des participants à l'attaque de Painswick et, le 18 avril suivant, augmente cette liste de responsables de 30 autres noms. Les noms des responsables comprennent entre autres ceux de Maurice de Berkeley et d'autres membres sa famille, dont son frère Thomas ou ses cousins Thomas de Berkeley de Beoly et Robert de Berkeley d'Arlingham. Thomas de Berkeley lui-même n'est pas impliqué dans cette querelle privée en raison de son âge grandissant et le conflit est finalement réglé courant 1320, mais les relations entre les Berkeley et Pembroke cessent désormais complètement. Le baron meurt le 23 juillet 1321, à un âge assez avancé pour l'époque, quelques semaines après que son fils aîné et successeur Maurice se soit impliqué dans la guerre des Despenser contre le roi Édouard II.

## Descendance
Thomas de Berkeley épouse aux alentours de 1267 Jeanne de Ferrières, une des filles de Guillaume de Ferrières, 5e comte de Derby. Ils ont ensemble sept enfants :
- Maurice de Berkeley (avril 1271 – 31 mai 1326), 2e baron Berkeley, épouse Eva la Zouche, puis Isabelle de Clare ;
- Thomas de Berkeley ;
- John de Berkeley (? – v. 1317) ;
- James Berkeley (v. 1275 – 24 juin 1327), évêque d'Exeter ;
- Alice de Berkeley, épouse Ralph Stourton ;
- Isabelle de Berkeley ;
- Marguerite de Berkeley  (? – ap. 1320), épouse Thomas fitz Maurice, puis Reynald Russel et enfin Anselm Basset.